# フォード GPA
フォード・GPAとは、フォードによって開発された、アメリカ合衆国の水陸両用車である。
DUKWと並び、アメリカ軍の水陸両用車を代表する存在で、「海のジープ」を意味する“SEEP”（Seagoing jEEP）、もしくは「Ike's invension Taxi（アイゼンハワーの大陸反攻用タクシー）」という愛称でも呼ばれた。

## 概要
1940年、アメリカ軍の要請で開発された4輪駆動小型偵察車は、ウィリス・オーバーランドの「ウィリスMB」とフォード・モーターの「フォードGPW」が採用され、これらは「JEEP」の愛称で呼ばれる小型軍用車両として自動車の歴史に残る名作となった。
アメリカ軍はこの成功を基に、小型の4輪水陸両用車両の開発を計画し、フォードとマーモン・ヘリントンに設計を要請した。マーモン・ヘリントンの設計案、QM-4は一体型の舟形車体を持つ「車輪付きボート」と呼べるもので、一方フォードの設計案はフォードGPWのフレームに舟形車体を載せた単純な水陸両用車であり、両社の設計案はどちらも優れたものであったが、双方ともに重量面で軍の要求をオーバーしており、軍はマーモン・ヘリントン案をベースとして、改めてフォード案との共同で両者の設計案を統合した車両を開発することを要請した。

## 開発
こうして「Ford GPA（Ford General Purpose Amphibious：フォード水陸両用汎用車）」と命名された新設計案は、水陸両用車としてのデザインは順調に進んだが、軍の要求は「フォードGPWと可能な限りの部品の共用性があること」というものであったために開発は難航し、最終的には新たに設計されたモノコック式舟形車体にフォードGPWのエンジンと走行装置を組み込む形で完成し、1942年4月には試作車が屋外での水上走行試験に成功し、1942年4月17日、正式に採用された。4月10日にはフォードに対して制式採用に先駆けて5,000台の量産発注が行われている。
量産は順調に進み、フォードでは1942年5月には月産3,000台の生産数を達成している。軍に納入された車両はアメリカ本国及びイギリスにおいて部隊への配備と導入訓練が行われた後、翌1943年からは実戦部隊での運用が開始された。

## 運用
1943年7月のシチリア島上陸作戦「ハスキー作戦」及び同年9月よりのイタリア侵攻作戦で多数が使用されて作戦に貢献したが、前線で実際に運用されると、エンジンと走行装置がフォードGPWのままなのにも関わらず車体の重量が大幅に増加しているために走行性能が低下しており、パワー不足で陸上走行時の性能が乏しい、と現場での評価はあまり芳しいものではなかった。2.5 t トラックの水陸両用型であるDUKWの数が揃ってくると、本車は水陸両用輸送車としては補助的な任務に用いられるようになり、転用先として水陸両用性能を生かした偵察車両として期待されたが、前述のように陸上で運用するには性能が不足気味であり、偵察車両としては大柄すぎて小回りの効いた運用がし難いため、活躍の場を失うことになった。
陸軍の他に海兵隊にも配備が進められたが、海兵隊では本車が小型なことから波のある海面での運用には不安があるとして全面的には採用せず、試験運用に留めている。
そのため、生産は1943年には12,700台余りで打ち切られ、生産車の半数はソビエト連邦へのレンドリース品に回された。ソビエトでは本車を重用し、「GAZ-46」の名称でコピー生産した他、独自に改良した後継車の開発・生産も行い第二次世界大戦後も長らく使用している。
フォードGPAは第二次世界大戦後は西側諸国に少数が供与された他、多くが民間に払い下げられ、港湾作業用、レジャー用として広く利用された。その特徴的なデザインと機能を好んで個人で保有している自動車愛好家も数多く存在する。

## “ハーフ・セーフ”号
1950年代には、オーストラリアの冒険家、ベン・カーリン（Ben Carlin（1912–1981）夫妻によって、所定の改造を施された車両が「ハーフ・セーフ（Half-Safe）号」と名付けられて大西洋横断、及び一部陸路を経由した世界一周に用いられた。この冒険の経緯は『Half Safe, Across the Atlantic by Jeep』（邦題：『たつた二人の大西洋 ハーフ・セーフ号』（田中融二：訳、大日本雄弁会講談社：刊 1957年）として出版されている。